# Velites

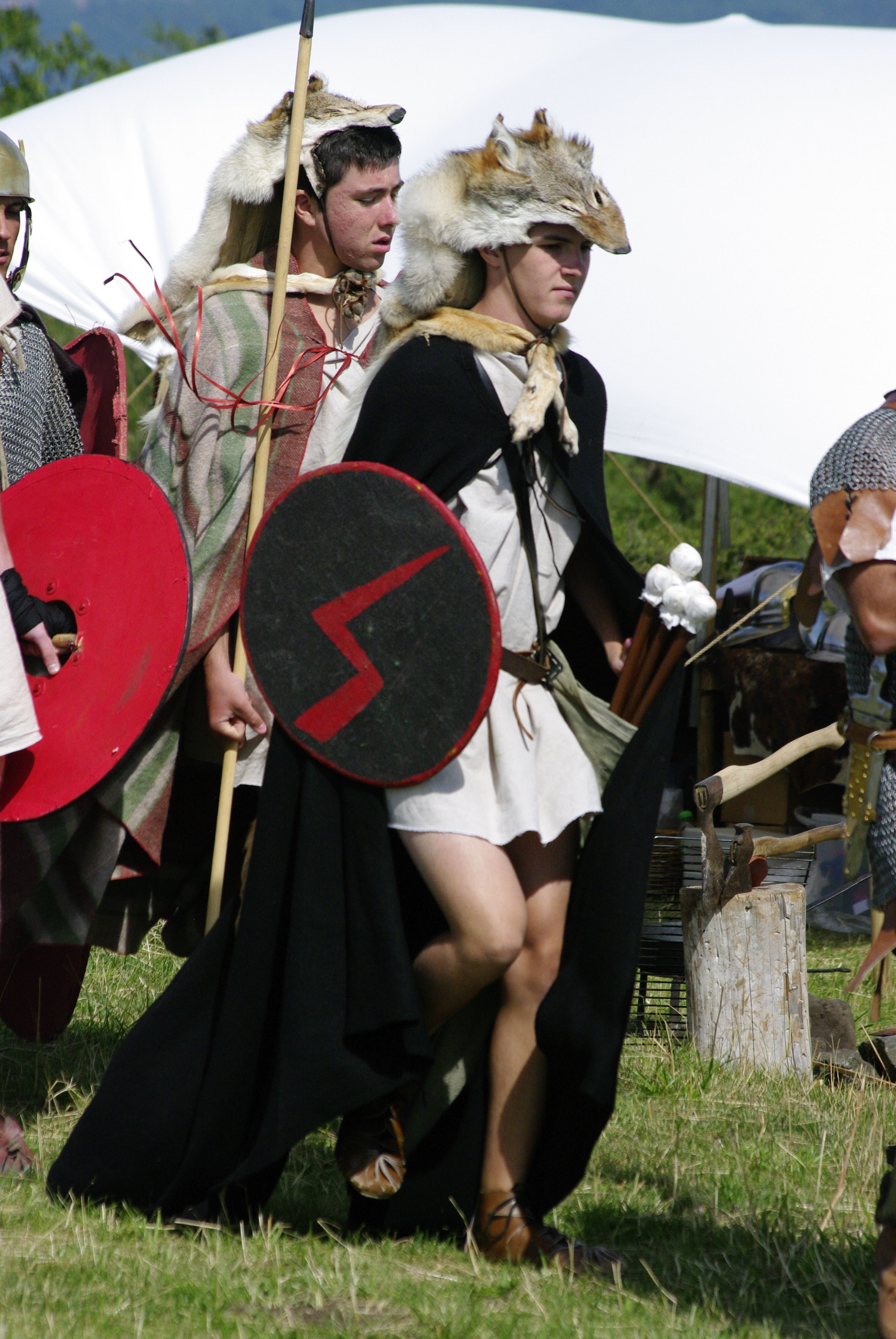
Als Veles verkleideter Reenactor

Die Velites (Singular: veles, deutsch: Plänkler) waren eine Formation in der römischen Republik.
Sie standen noch vor dem ersten Treffen in loser Formation vor den Hastati und begannen die Schlacht durch ein Geplänkel. Üblicherweise war ihre Aufgabe, die gegnerischen Plänkler zu verdrängen, die gegnerische Formation mit Speerwürfen in Unordnung zu bringen, sich rechtzeitig hinter die eigenen Linien zurückzuziehen und den schwerer gerüsteten Hastati den Nahkampf zu überlassen. Aufgrund ihrer Beweglichkeit und Reichweite erwiesen sie sich auch zur Abwehr von Kriegselefanten und Streitwagen als besonders effektiv.
Die Velites bestanden aus etwa 1.200 Mann, die einer Legion beigegeben und in der Schlachtordnung den einzelnen Manipeln zugeteilt wurden. Sie waren die jüngsten und ärmsten Soldaten der Legion, die sich kaum die benötigte Ausrüstung leisten konnten. Ihre Bewaffnung bestand aus einer Anzahl (gewöhnlich sieben) Wurfspeeren (hastae velitares), einem kleinen runden Schild (parma), einer Kappe aus Leder oder Fellen (insbesondere Wolfsfellen) und aus einem Kurzschwert (gladius). Titus Livius berichtet, dass die Formation der Velites ab 211 v. Chr. während der Belagerung von Capua im Zweiten Punischen Krieg an die Stelle der älteren Rorarii traten. Nach der neuen Heeresordnung durch Marius Ende des 2. Jahrhunderts v. Chr. verschwand sie wieder.
Unter Kaiser Napoleon I. bestanden bei der französischen Kaisergarde mehrere als „Veliten“ (bzw. Vélites) bezeichnete Bataillone aus nicht altgedienten Soldaten, die erst nach einer Ausbildung in diesen Einheiten den vollen Gardestatus erhalten konnten. In der österreichischen Armee wurde die für die Dauer des Krieges von Ungarn aufgestellten freiwilligen Reiter so genannt. 1814 wurde so jedes Husarenregiment um vier Eskadrons (Veliten-Eskadrons) verstärkt.